# ミズヌマタカネフタオシジミ
ミズヌマタカネフタオシジミ（学名：Tajuria mizunumai）は、チョウ目（鱗翅目）アゲハチョウ上科シジミチョウ科に分類されるチョウの一種。フィリピン固有種。

## 分布
名義タイプ種はミンダナオ島のアポ山（3,144 m）で採集されているだけである。

## 形態
前翅長は15-16 mm。マレイ半島、シンガポール、インドネシア、フィリピンのパラワン島に分布する T. dominus によく似ているので、同定には注意が必要である。

## 生態
ミンダナオのアポ山において稀に採集されるのみである。

種名の語源：命名者の協力者の甲虫研究家　水沼哲郎氏に因む。